# Смеренбург
Смеренбург (на норвежки от нидерландски: Smeerenburg, правилен правопис и най-близко произношение от нидерландски Смеренбьорг и Смееренбьорх) е селище на островчето Амстердам в северозападната част на архипелага Свалбард. Създаден е от нидерландски и датски китоловци през 1619 г. Той е сред най-северните селища в света.

## История
По време на първата фаза от китоловуването около остров Западен Шпицберген Смеренбург става център на северните операции (на холандски „Смеренбург“ значи „град на китовата мас“). Около града все още съществуват остатъци от втвърдена китова мас, оформени в кълбовидни кристали, около 2 – 3 м в диаметър. Такава мас е била използвана като гориво при палене на огън.
Смеренбург е създаден за първи път от холандците през 1614 г., когато корабите от амстердамското поделение на Северната компания (на нидерландски: Noordsche Compagnie) създават постоянно поселение на това място с платнени палатки. През 1615, 1616 и 1618 г. продължава притока от холандски заселници. През 1619 г. 500-тонен кораб с дървесина и други материали е изпратен в Свалбард. Палатките и навесите са заместени от дървени сгради и памучни постелки „в отговор на модата за строежа с тухли, които са по-пожаробезопасни“.
През първата си година единствено холандците и датчаните са се заселили тук, бившият на запад и новият на изток. През 1619 и 1620 г. датски кораби идват в Смеренбург. Те са изпратени от копенхагенски търговци. По-късните кораби, пристигнали през 1621 и 1622 г., са изпратени от краля. През 1623 г. два баски кораба, наети от Дания, пристигат в Смеренбург и започват улов на китове в датските поселища, докато не са изгонени от холандците. През 1625 г., когато двата баски кораба под датски флаг отново пристигат на това място, те го откриват опустошено от холандците и англичаните, които направили това година по-рано. След 1625 г. датчаните са изгонени от Смеренбург, а техните поселища са заети от камарите на Хорн, Енкхайзен и Флисинген. През 1626 г. в Смеренбург има 5 големи поселища, а през 1633 г. всички камари на Северната компания са представени в града.
През разцвета си (1630-те) Смеренбург се състои от 16 – 17 сгради, с форт в центъра, създаден през или преди 1631 г., за да предпазва селището от датчаните и други окупатори. Алеите между сградите са снабдени с отточни канавки, което позволява на жителите да вървят по суха почва. Пред сградите са поставени седем двойни и един единичен навес. Амстердамската камара има 3 от сградите и два от двойните навеси, докато на запад са сградите на камарите в Миделбьорг, Вере, Флисинген, Енкхайзен, Делфт и Хорн. По това време населението е около 200 души, работещи по улавянето, обработването на маста, извличането ѝ или опаковането на вече обработената мас.
След като холандската станция на остров Ян Майен е унищожена от баските кораби под датски флаг през 1632 г., холандците изпращат седем души, водени от Якоб Сегерц ван дер Брьоге, за да презимуват в Смеренбург зимата на 1633-34 г. Всичките седем оцеляват, а през другата зима нови седем моряци са изпратени. За нещастие, всички те умират, след което експериментът е изоставен.
Изселването на Смеренбург започва в средата на 1640-те. Смята се, че Хорнската камара още го е използвала до 1657 г. През 1660 г., поради все по-малкото китове, селището е окончателно изоставено.
През 1973 г. останките от Смеренбург стават част от националния парк на Норвегия „Северозападен Шпицберген“.

## Митове
Много изследователи силно преувеличават големината на Смеренбург. Уилям Скорсби (1820) казва, че по време на краткия летен сезон селището е посещавано от 200 – 300 кораба и 12 – 18 000 души. Норвежкият изследовател Фритьоф Нансен (1920) изказал подобни твърдения, пишейки, че стотици кораби акостират в пристанището на Смеренбург, докато около 10 000 души посещават целия град с големи къщи и улици. Там има работилници, ковачници, магазини, църкви, укрепления, казина и дори публични домове. Подобни твърдения са абсолютно неверни. Не повече от 50 кораба и 400 души пристигат в Смеренбург по време на своя връх през 1630-те. Там няма никакви магазини, църкви или публични домове, но има малък форт с две оръдия. Въпреки резултатите от археологическите разкопки от 1979-81 г., и днес се говорят легендите за Смеренбург.